# British Independent Film Awards 2023
Die 26. Verleihung der British Independent Film Awards (BIFA) fand am 3. Dezember 2023 statt. Die Nominierungen wurden am 2. November 2023 bekanntgegeben.

## Nominierungen

### Bester britischer Independent-Film (Best British Independent Film)
All of Us Strangers – Andrew Haigh, Graham Broadbent, Peter Czernin und Sarah Harvey
- Femme – Sam H Freeman, Ng Choon Ping, Myles Payne und Sam Ritzenberg
- Georgie (Scrapper) – Charlotte Regan und Theo Barrowclough
- How to Have Sex – Molly Manning Walker, Ivana MacKinnon, Emily Leo und Konstantinos Kontovrakis
- Rye Lane – Raine Allen-Miller, Nathan Bryon, Tom Melia, Yvonne Isimeme Ibazebo und Damian Jones

### Bester internationaler Independent-Film (Best International Independent Film)
Anatomie eines Falls (Anatomie d’une chute) – Justine Triet, Arthur Harari, Marie-Ange Luciani und David Thion
- Fallende Blätter (Kuolleet lehdet) – Aki Kaurismäki
- Fremont – Babak Jalali, Carolina Cavalli, Marjaneh Moghimi, Sudnya Shroff und Rachael Fung
- Die Unschuld – Hirokazu Koreeda, Yūji Sakamoto, Genki Kawamura und Kenji Yamada
- Past Lives – In einem anderen Leben (Past Lives) – Celine Song, David Hinojosa, Christine Vachon und Pamela Koffler

### Bester Dokumentarfilm (Best Feature Documentary)
If the Streets Were on Fire – Alice Russell und Gannesh Rajah
- Another Body – Sophie Compton, Reuben Hamlyn, Isabel Freeman und Elizabeth Woodward
- Bobi Wine: The People’s President – Moses Bwayo, Christopher Sharp und John Battsek
- Lyra – Alison Millar und Jackie Doyle
- Occupied City – Steve McQueen, Bianca Stitger, Floor Onrust und Anna Smith-Tenser

### Bester britischer Kurzfilm (Best British Short)
Festival of Slaps – Abdou Cissé, Cheri Darbon und George Telfer
- Christopher auf See (Christopher at Sea) – Tom Brown, Laure Desmazières, Emmanuel-Alain Raynal, Pierre Baussaron, Amanda Miller, Hannah Stolarski, Nick Read und Emily-Jane Brown
- Lions – Beru Tessema und Ama Ampadu
- Muna – Warda Mohamed, Angela Moneke und Simon Hatton
- The Talent – Thomas May Bailey, Emma D’Arcy und Ellen Spence

### Beste Hauptrolle (Beste Lead Performance)
Mia McKenna-Bruce – How to Have Sex
- Jodie Comer – The End We Start From
- Tia Nomore – Earth Mama
- Nabhaan Rizwan – In Camera
- Andrew Scott – All of Us Strangers
- Tilda Swinton – The Eternal Daughter

### Beste Nebenrolle (Beste Supporting Performance)
Paul Mescal – All of Us Strangers und Shaun Thomas – How to Have Sex
- Ritu Arya – Polite Society
- Jamie Bell – All of Us Strangers
- Samuel Bottomley – How to Have Sex
- Alexandra Burke – Pretty Red Dress
- Amir El-Masry – In Camera
- Claire Foy – All of Us Strangers
- Alia Shawkat – Drift
- Katherine Waterston – The End We Start From

### Beste Nachwuchsleistung (Breakthrough Performance)
Vivian Oparah – Rye Lane
- Le’shantey Bonsu – Girl
- Lola Campbell – Georgie (Scrapper)
- Priya Kansara – Polite Society
- Mia McKenna-Bruce – How to Have Sex

### Beste Regie (Best Director)
Andrew Haigh – All of Us Strangers
- Raine Allen-Miller – Rye Lane
- Sam H Freeman und Ng Choon Ping – Femme
- Molly Manning Walker – How to Have Sex
- Charlotte Regan – Georgie (Scrapper)

### Douglas Hickox Award – Bester Nachwuchsregisseur (Best Debut Director)
Savanah Leaf – Earth Mama
- Raine Allen-Miller – Rye Lane
- Sam H Freeman und Ng Choon Ping – Femme
- Molly Manning Walker – How to Have Sex
- Charlotte Regan – Georgie (Scrapper)

### Bestes Drehbuch (Best Screenplay)
Andrew Haigh – All of Us Strangers
- Nathan Bryon und Tom Melia – Rye Lane
- Sam H Freeman und Ng Choon Ping – Femme
- Molly Manning Walker – How to Have Sex
- Charlotte Regan – Georgie (Scrapper)

### Bestes Drehbuchdebüt (Best Debut Screenwriter)
Nida Manzoor – Polite Society
- Nathan Bryon und Tom Melia – Rye Lane
- Sam H Freeman und Ng Choon Ping – Femme
- Molly Manning Walker – How to Have Sex
- Charlotte Regan – Georgie (Scrapper)

### Bester Nachwuchsproduzent (Breakthrough Producer)
Theo Barrowclough – Georgie (Scrapper)
- Georgia Goggin – Pretty Red Dress
- Yvonne Isimeme Ibazebo – Rye Lane
- Gannesh Rajah – If the Streets Were on Fire
- Chi Thai – Raging Grace

### The Raindance Discovery Award
If the Streets Were on Fire – Alice Russell und Gannesh Rajah
- Is There Anybody Out There? – Ella Glendining und Janine Marmot
- Name Me Lawand – Edward Lovelace
- Raging Grace – Paris Zarcilla und Chi Thai
- Red Herring – Kit Vincent und Ed Owles

### Bestes Casting (Best Casting)
Isabella Odoffin – How to Have Sex
- Shaheen Baig – Georgie (Scrapper)
- Kharmel Cochrane – Rye Lane
- Kathleen Crawford – All of Us Strangers
- Salome Oggenfuss, Geraldine Barón und Abby Harri – Earth Mama

### Beste Kamera (Best Cinematography)
Jamie D. Ramsay – All of Us Strangers
- Olan Collardy – Rye Lane
- Suzie Lavelle – The End We Start From
- Molly Manning Walker – Georgie (Scrapper)
- James Rhodes – Femme

### Bestes Kostümdesign (Best Costume Design)
Buki Ebiesuwa – Femme
- George Buxton – How to Have Sex
- Oliver Cronk – Georgie (Scrapper)
- Cynthia Lawrence-John – Rye Lane
- PC Williams – The End We Start From

### Bester Schnitt (Best Editing)
Jonathan Alberts – All of Us Strangers
- Victoria Boydell – Rye Lane
- Paul Carlin – Bobi Wine: The People’s President
- Avdesh Mohla – High & Low – John Galliano
- Arttu Salmi – The End We Start From

### Beste Effekte (Best Effects)
Jonathan Gales und Richard Baker – The Kitchen
- Paddy Eason – Polite Society
- Theodor Groeneboom – The End We Start From

### Bestes Make-up und Hair Design (Best Make-Up & Hair Design)
Marie Deehan – Femme
- Zoe Clare Brown – All of Us Strangers
- Claire Carter – Polite Society
- Natasha Lawes – How to Have Sex
- Bianca Simone Scott – Rye Lane

### Beste Ausstattung (Best Production Design)
Nathan Parker – The Kitchen
- Laura Ellis Cricks – The End We Start From
- Sarah Finlay – All of Us Strangers
- Elena Muntoni – Georgie (Scrapper)
- Anna Rhodes – Rye Lane

### Beste Filmmusik (Best Music)
Kwes – Rye Lane
- Adam Janota Bzowski – Femme
- Patrick Jonsson – Georgie (Scrapper)
- Anna Meredith – The End We Start From
- Ré Olunuga – Girl

### Bester Ton (Best Sound)
Mark Jenkin – Enys Men
- Ben Baird, Jack Wensley, Adam Fletchter und Alexej Mungersdorff – Georgie (Scrapper)
- Steve Fanagan – How to Have Sex
- Stevie Haywood, Joakim Sundström und Per Bostrom – All of Us Strangers
- Jens Rosenlund-Petersen, Amy Felton, Joe Jackson, Tim Cavagin und Lori Dovi – The End We Start From

### Richard Harris Award
Stephen Graham, britischer Schauspieler